# 山下音彩
山下 音彩（やました ねいろ、2010年6月1日 - ）は、日本の女性声優。埼玉県出身。プロダクション・エース所属。

## 来歴
キッズ声優養成所YOUボイス所属後に、プロダクション・エース所属。

## 人物
特技はギョーザを食べること作ること、ピアノ演奏。趣味は映画鑑賞、お風呂で歌を歌うこと、文房具屋さん巡り、Netflixで面白い作品を探すこと、ゲームにのめり込むこと、絵をかくこと。

## 出演作品

### 吹き替え

#### 映画
- 足跡はかき消して（トム〈トーマサイン・マッケンジー〉）
- アバター:ウェイ・オブ・ウォーター[3]
- オールド（6歳のカーラ〈ミカヤ・フィッシャー〉[4]）
- ザ・ターニング（フローラ・フェアチャイルド〈ブルックリン・プリンス〉）
- 新感染半島 ファイナル・ステージ（ユジン〈イ・イェオン〉）
- ジングル・ジャングル 魔法のクリスマスギフト（ジャーニー）
- フェーズ6（ジョディ・ハロウェイ〈キーナン・シプカ〉）※Netflix版
- ホリデーオンリー: とりあえずボッチ回避法?（デイジー〈サヴァンナ・レイナ〉）
- ホワイト・ノイズ（ステフィ）

#### ドラマ
- AJ&クイーン（AJ〈イジー・G〉）
- ブリーズ 〜光と影〜（シア）

#### アニメ
- アニマルクラッカー 〜まほうのサーカス〜（マッケンジー）
- アングリーバード2（薄紫 他）
- ウィッシュ・ドラゴン
- ケンタウロスワールド（幼少期ワマウィンク）
- スタービーム（スタービーム / ゾーイ）
  - スタービーム: ハロウィーンのヒーロー（スタービーム / ゾーイ）
- フェイフェイと月の冒険（幼少期フェイフェイ）
- マイティ・エクスプレス（ジェフリー、キャリー、ダスティ、アイヴィー、カミラ 他）
  - マイティ・エクスプレス: クリスマスのぼうけん

### ナレーション
- 中国電力「電気をつくるのは、人の熱だ。」

### ボイスオーバー
- ワールド極限ミステリー（ブリーア、エイドリアナ）

### 舞台
- READPIA朗読劇『風の聲 ～妖怪大戦争 外伝～』（風ぼっこ）